# Sportsland SUGO

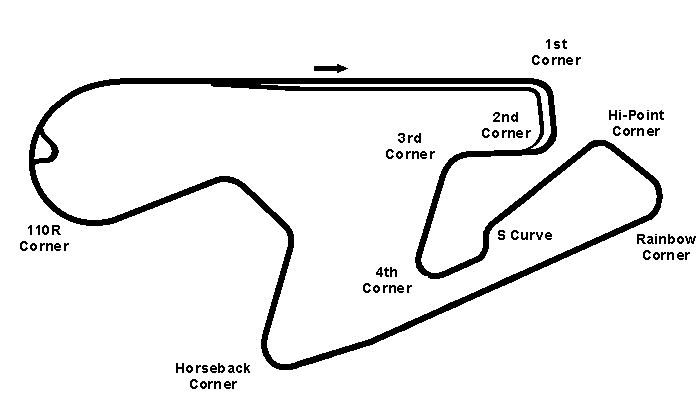
Bankarta.

Sportsland SUGO är en racerbana utanför Murata, Miyagi, Japan.

## Historia
SUGO är mest berömd för att ha arrangerat Superbike-VM under 1990-talet och i början av 2000-talet, och var scenen för Carl Fogartys dramatiska seger i VM 1998. Banan är 3,7 kilometer lång, och hade en extra chikan i motorcykelsammanhang. SUGO arrangerar även Super GT och Formel Nippon. Banan öppnades 1975 och ligger inuti en skog, vilket gör banan lik gamla europeiska banor i sin omgivning.

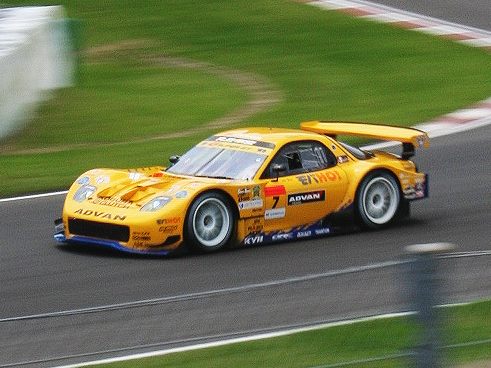
Super GT på Sportsland SUGO 2007.